# غاستون لان
غاستون لان (بالفرنسية: Gaston Lane)‏ هو لاعب اتحاد الرغبي فرنسي، ولد في 31 يناير 1883 في الدائرة الثانية في باريس في فرنسا، وتوفي في 23 سبتمبر 1914 في Lironville ‏ في فرنسا.

## وصلات خارجية
- غاستون لان عل موقع إسبنسكروم (الإنجليزية)